# Linac
Linac is een gemeente in het Franse departement Lot (regio Occitanie) en telt 195 inwoners (2005). De plaats maakt deel uit van het arrondissement Figeac.

## Geografie
De oppervlakte van Linac bedraagt 12,2 km², de bevolkingsdichtheid is 16,0 inwoners per km².

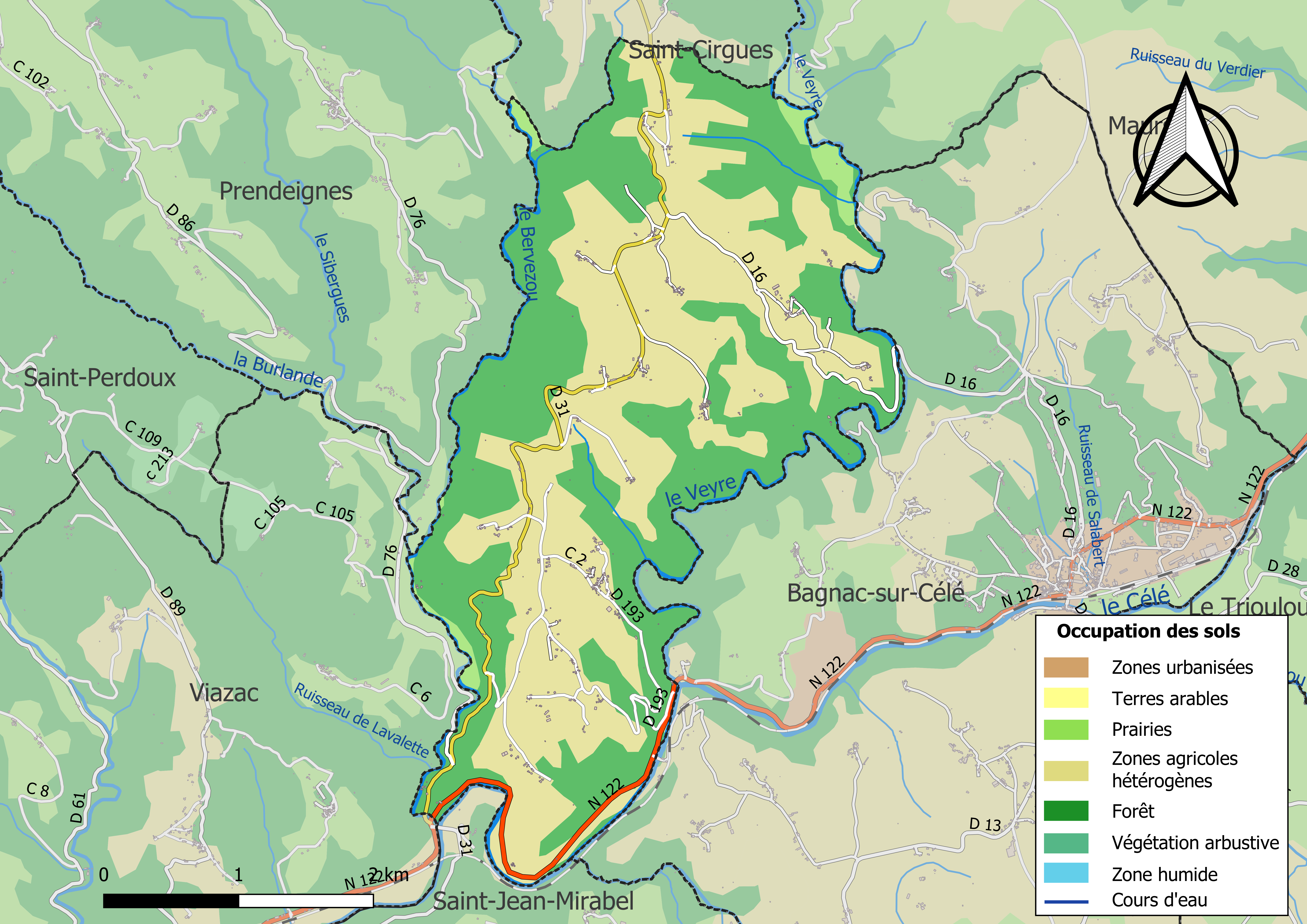
Kaart van de gemeente met de belangrijkste infrastructuur, bodemgebruik en omliggende gemeenten

## Demografie
Onderstaande figuur toont het verloop van het inwonertal (bron: INSEE-tellingen).